# Симеон Боси
Симеон Боси је хришћански светитељ. Подвизавао се у Светој гори. Био је кратко време игуман Филотејског манастира. Утврђивао је хришћане у вери у многим странама балканским. Међу хришћанима се прославио чудотворством. Стално је ишао бос, због чега је и прозват Боси. Преминуо је у Цариграду.
Српска православна црква слави га 19. априла по црквеном, а 2. маја по грегоријанском календару.